# Кущинецька сільська рада
| Кущинецька сільська рада — колишній орган місцевого самоврядування у Гайсинському районі Вінницької області з адміністративним центром у с. Кущинці. Сільській раді підпорядковані населені пункти: - с. Кущинці - с. Бережне - с. Борсуки - с. Гнатівка |

## Склад ради
Рада складалася з 16 депутатів та голови.

## Керівний склад сільської ради
| ПІБ                                 | Основні відомості                                                                                  | Дата обрання | Дата звільнення |
| ----------------------------------- | -------------------------------------------------------------------------------------------------- | ------------ | --------------- |
| Підгородецький Володимир Михайлович | Сільський голова, 1954 року народження, освіта, член Комуністичної партії України                  | 26.03.2006   | 31.10.2010      |
| Лебідь Олександр Володимирович      | Сільський голова, 1970 року народження, освіта вища, член Всеукраїнського об'єднання «Батьківщина» | 31.10.2010   |                 |

Примітка: таблиця складена за даними джерела

## Історія
На 1 жовтня 1959 площа 3149 га, населення 2262 чоловік, 4 сільських населених пункта.